# Marty Adelstein
Marty Adelstein é um produtor de televisão norte-americano.
Adelstein produziu muitos filmes de televisão e trabalhou como produtor executivo na série Tru Calling e Point Pleasant. Ele foi produtor executivo da Prison Break pelo período de suas 4 temporadas desde o primeiro episódio da série. Ele já produziu a série MTV Teen Wolf (2011), a série NBC Aquarius, o aclamado filme de 2011 Hanna e o ABC Sitcom Last Man Standing .

## Filmografia
- Prison Break
- Tru Calling
- Teen Wolf